# NGC 7374
NGC 7374 ist eine Spiralgalaxie vom Hubble-Typ Sbc im Sternbild Pegasus am Nordsternhimmel. Sie ist schätzungsweise 324 Millionen Lichtjahre von der Milchstraße entfernt und hat einen Durchmesser von etwa 85.000 Lj.
Im selben Himmelsareal befinden sich u. a. die Galaxien NGC 7366, NGC 7370, NGC 7372, IC 1452.
Das Objekt wurde am 7. August 1864 von Albert Marth entdeckt.